# Богушов-Горце
Богу̀шов-Го̀рце или Богушув-Горце (на полски: Boguszów-Gorce; на немски: Gottesberg, Rothenbach) е град в Югозападна Полша, Долносилезко войводство, Валбжихски окръг. Обособен е в самостоятелна градска община с площ 27,02 км.

## История
Градът е създаден през 1973 г. чрез обединението на селищата Богушов, Горце и Кужнице Швидницке.

## Население
Според данни от полската Централна статистическа служба, към 31 декември 2014 г. населението на града възлиза на 16 055 души. Гъстотата е 594 души/км2.

## Личности

### Родени в града
- Ян Тирава, римокатолически духовник, бидгошчки епископ